# Anna Memorata
Anna Memorata war eine polnische Poetin aus dem 17. Jahrhundert. Sie lebte in Lissa und schrieb lateinische und deutsche Gedichte.

## Leben
Anna Memorata wurde als Tochter des Pastors Jacob Memorat geboren. Sie besuchte das Gymnasium in Lissa, das vom Gelehrten Comenius geführt wurde. Als gelehrte Frau beherrschte sie Latein, Griechisch, Polnisch, Deutsch und Tschechisch und war erfahren in Geschichte und Poesie. So schrieb sie viele Gedichte über bekannte Persönlichkeiten ihrer Zeit und erhielt auch viele Lobgedichte. Diese unterschrieb sie meistens als Virgo Polona (polnische Jungfrau).

## Schriften (Auswahl)
Einige ihrer lateinischen Gedichte sowie lateinische Lobgedichte an sie wurden von Teodor Wierzbowski gesammelt und sind heute noch einsehbar. Ihre deutschen Gedichte, die von Christian Theodor Schosser gesammelt wurden, sind nicht überliefert. Zudem hatte sie mit dem Poeten Andreas Tscherning Kontakt, der ihr auf ein Epigramm antwortete, und sie hat auch im Stammbuch von Andreas Brummer ein Epigramm hinterlassen.